# Ганселл (Айова)
Ганселл (англ. Hansell) — місто (англ. city) в США, в окрузі Франклін штату Айова. Населення — 82 особи (2020).

## Географія
Ганселл розташований за координатами 42°45′28″ пн. ш. 93°6′15″ зх. д. / 42.75778° пн. ш. 93.10417° зх. д. (42.757750, -93.104094).  За даними Бюро перепису населення США в 2010 році місто мало площу 0,59 км², уся площа — суходіл.

## Демографія
Згідно з переписом 2010 року, у місті мешкало 98 осіб у 48 домогосподарствах у складі 29 родин. Густота населення становила 166 осіб/км².  Було 52 помешкання (88/км²).
Расовий склад населення:
| - 99,0 % — білих - 1,0 % — азіатів |

До двох чи більше рас належало 0,0 %. Частка іспаномовних становила 0,0 % від усіх жителів.
За віковим діапазоном населення розподілялося таким чином: 14,3 % — особи молодші 18 років, 60,2 % — особи у віці 18—64 років, 25,5 % — особи у віці 65 років та старші. Медіана віку мешканця становила 50,5 року. На 100 осіб жіночої статі у місті припадало 92,2 чоловіків;  на 100 жінок у віці від 18 років та старших — 100,0 чоловіків також старших 18 років.
Середній дохід на одне домашнє господарство  становив 63 430 доларів США (медіана — 55 833), а середній дохід на одну сім'ю — 71 023 долари (медіана — 72 500). За межею бідності перебувало 9,3 % осіб, у тому числі 0,0 % дітей у віці до 18 років та 15,0 % осіб у віці 65 років та старших.
Цивільне працевлаштоване населення становило 49 осіб. Основні галузі зайнятості: виробництво — 16,3 %, освіта, охорона здоров'я та соціальна допомога — 16,3 %, науковці, спеціалісти, менеджери — 14,3 %, сільське господарство, лісництво, риболовля — 14,3 %.